# Мисс Элли Юинг
Элионор «Мисс Элли» Саутворт Юинг Фэрроу (англ. Eleanor "Miss Ellie" Southworth Ewing Farlow) — персонаж длительного американского телесериала «Даллас». Роль Мисс Элли исполняла актриса Барбара Бел Геддес начиная с пилотного эпизода, вышедшего 2 апреля 1978 года, до ухода в 1984 году. После её ухода обладательница премии «Оскар» Донна Рид на протяжении сезона играла роль. В фильме «Даллас: Ранние годы» роль молодой Мисс Элли сыграла Молли Хейган. Мисс Элли была матриархом семейства и важной частью телесериала, повествующего о жизни богатой семьи Юингов в городе Даллас, штат Техас. Барбара Бел Геддес покинула сериал после тринадцати сезонов, в 1990 году, после чего навсегда покинула экраны и профессию актрисы.
Сюжетные линии Мисс Элли в первых сезонах акцентировались на проблемах её семьи, которые она, как матриархат, всегда улаживала. Её брак с нефтяным магнатом Джоком Юингом был центральным в первые несколько лет трансляции шоу, вплоть до смерти персонажа и актёра Джима Дэвиса в 1981 году. В одноимённом сериале 2012 года роль Энн Юинг, заявляемую новой Мисс Элли, исполняет Бренда Стронг. В сериале также отдается дань Мисс Элли и скончавшейся в 2005 году Барбаре Бел Геддес.
За исполнение роли Мисс Элли Барбара Бел Геддес выиграла Премию «Эмми» за лучшую женскую роль в драматическом телесериале в 1980, «Золотой глобус» за лучшую женскую роль в телевизионном сериале — драма в 1982 и была отмечена рядом других наград, став единственным актёром сериала, выигравшим «Эмми».

## История развития

### Кастинг и история создания
Мисс Элли была придумана Дэвидом Джейкобсом задолго до «Далласа». Продюсер хотел создать шоу, в котором бы анализировались семейные проблемы среднего класса, где персонаж и был центральным героем, однако канал ожидал от него яркой и полной разнообразных характеров «мыльной оперы». Из нереализованного проекта Джейкобс позаимствовал уже продуманного персонажа, Мисс Элли Саутворт, и начал работу над «Далласом». Роль Мисс Элли досталась номинировавшейся на премию «Оскар» Барбаре Бел Геддес. Позже один из продюсеров сериала, Леонард Кацман, сказал, что «в то время никто не искал именитых актёров», а Бел Геддес призналась, что ей в тот момент просто были нужны работа и деньги, чтобы продолжать заботиться о больном муже. После первый проект Джейкобса реализовался в виде спин-оффа «Далласа» — сериала «Тихая пристань», а Джули Харрис в нём сыграла схожего с Мисс Элли персонажа.
Барбара Бел Геддес несколько раз уходила из сериала. Впервые она частично отказалась от съёмок в 1983 году из-за проблем со здоровьем, а после окончания седьмого сезона в 1984 году полностью прекратила участие в работе над «Далласом», после чего её роль была предложена обладательнице премии «Оскар» Донне Рид. Тем не менее, после курса лечения Бел Геддес решила вернуться в сериал в конце восьмого сезона, и Донне Рид пришлось уступить ей роль. Разразился громкий скандал в прессе; незаконно уволенная Рид начала судебный процесс против продюсеров, выиграла дело и получила 1 млн долларов в качестве компенсации за причинённый моральный ущерб. Во второй и последний раз Бел Геддес покинула сериал весной 1990 года, в конце тринадцатого сезона.

### Сюжетные линии
Мисс Элли родилась в 1915 году в семье владельца ранчо «Саутфорк» Аарона Саутворта. В 1930 году Мисс Элли влюбилась в Диггера Барнса, но когда Великая депрессия добралась до её семьи, ей пришлось выйти замуж за Джока Юинга, бывшего друга Диггера, который в тот момент начал делать состояние в нефтяном бизнесе. Хотя Мисс Элли и вышла за него по расчету, вскоре она полюбила его и прожила в браке более сорока лет, вплоть до его смерти.
Мисс Элли была матриархом семейства Юингов, одной из наиболее неблагополучных семей в истории телевидения, и владелицей именного ранчо Саутфорк. Мисс Элли пыталась сохранять баланс между злым Джей Аром, своим старшим сыном, и младшим Бобби, особенно в тот период когда Бобби женится на Памеле Барнс, дочери заклятого врага Джока. Её средний сын Гэри всегда был её любимым ребёнком и Джей Ар за несколько лет до начала действия в сериале, изгнал его с ранчо.
В 1979 году Мисс Элли с диагнозом рак молочной железы и подвергается мастэктомии и полностью восстанавливается. В следующем году она узнает, что Рэй Креббс является незаконно рождённым сыном Джока от его интрижки с медсестрой в Армии во время Второй мировой войны. Эта новость сильно испортила отношения Мисс Элли с Джоком и все вело к разводу, но в 1981 году они примирились. Она в итоге принимает Рэя в семью, хотя и не является его биологической матерью, а вскоре после этого Джок погибает в авиакатастрофе в Южной Америке.
В 1984 году, через два года после смерти Джока, мисс Элли выходит замуж за Клейтона Фэрроу, несмотря на попытки Джей Ара разрушить свадьбу. В 1990 году они решают отправиться с экскурсией на Восток, и в конце концов не возвращаются в Даллас. Она отдает ранчо Бобби и больше не появляется в сериале. В сериале 2012 года было выявлено, что Мисс Элли умерла в 2001 году, а Клейтон в 1999 году. В 2013 году, когда умер Джей Ар, сообщается, что Мисс Элли оставляет половину ранчо своему внуку Джону Россу Юингу III.